# 临洺关站
临洺关站是一个京广线上的铁路车站，位于河北省邯郸市永年区临洺关镇，建于1904年，目前为三等站，邮政编码为057150。目前客运：办理旅客乘降；行李、包裹托运；货运：办理整车货物发到。